# Фіксап
Фіксап (або фікс-ап; англ. fix-up або fixup) — це роман, створений із кількох коротких художніх оповідань, які могли або не були спочатку пов’язані або опубліковані раніше. Оповідання можуть бути відредаговані для узгодженості, а іноді для нового твору пишуть новий зв'язуючий матеріал, наприклад, вставну історія або іншу проміжну оповідь. Термін був введений письменником-фантастом А. Е. ван Фогтом, який опублікував кілька власних збірок, зокрема «Подорож космічного Бігля»,  але практика (якщо не термін) існує і поза науковою фантастикою. Використання терміна в науково-фантастичній критиці було популяризовано першим виданням Енциклопедії наукової фантастики 1979 року під редакцією Пітера Ніколлса, який приписує ван Фогту створення терміна. Назва "фіксап" походить від змін, які автору необхідно внести в оригінальні тексти, щоб вони поєднувалися між собою, як у романі. Передбачення подій з наступних історій може бути вмонтоване в ранній розділ фіквелу, а розвиток персонажів може перемежовуватися впродовж усієї книги. Суперечності та невідповідності між епізодами зазвичай опрацьовуються.
Деякі фіксапи у своїй остаточній формі є радше циклом оповідань або композиційним романом, аніж традиційним романом з однією головною сюжетною лінією. Прикладами є «Марсіанські хроніки » Рея Бредбері та « Я, робот » Айзека Азімова, обидва з яких читаються як низка оповідань,  які читаються як серія оповідань, що можуть мати спільні сюжетні лінії та персонажів, але все одно діють як самостійні історії. На відміну від них, «Збройові магазини Ішера » ван Фоґта побудовані як суцільний роман, хоча в ньому використано матеріал з трьох попередніх оповідань ван Фоґта.
Фіксапи стала загальноприйнятою практикою в американському книговиданні в 1950-х роках, коли наукова фантастика та фентезі, які раніше публікувалися переважно в журналах, почали все частіше з'являтися у вигляді книжок. На ринок вийшли такі великі книжкові видавництва, як Doubleday і Simon & Schuster, що значно збільшило попит на фантастику. Автори створювали нові рукописи зі старих історій, щоб продати їх видавцям. Алгіс Будріс у 1965 році описав фікшн як наслідок браку хорошої пропозиції в "погані для якості роки" середини 1950-х, хоча й навів  «Марсіанські хроніки» та «Місто Кліффорда Д. Сімака» як винятки.